# ساسیق-بلاغ (شهرستان اوزکند)
ساسیق-بلاغ (به لاتین: Sasyk-Bulak) یک منطقهٔ مسکونی در قرقیزستان است که در شهرستان اوزکند واقع شده‌است. ساسیق-بلاغ ۴۳۰ نفر جمعیت دارد.